# Loya Jirga

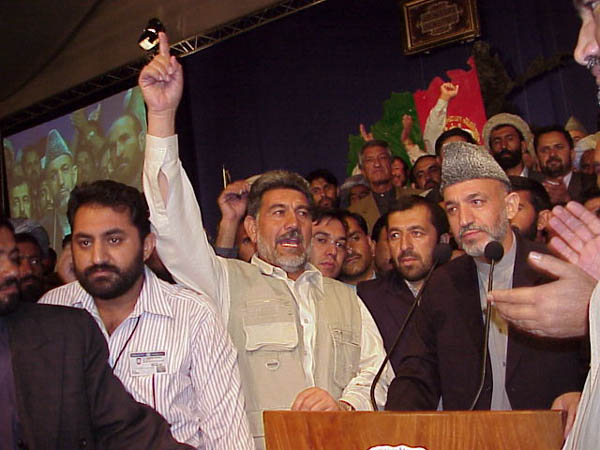
Hamid Karzai appointed as President of the Afghan Transitional Administration at the July 13, 2002 Loya Jirga in Kabul, Afghanistan.

Un Loya Jirga (paștună: لويه جرګه) ". Mare consiliu" este un tip de Loya considerate ca fiind "Marea Adunare", o frază, în sensul Limba paștună Un Loya Jirga este o întâlnire de masă, de obicei, pregătiți pentru evenimente majore, cum ar fi alegerea unui nou rege, adoptarea unei constituții, sau discutarea importante chestiuni politice naționale sau de urgență precum și a litigiilor în domeniile Paștunelor din Afganistan și Pakistan . In Afganistan,Loya Jirga a fost inițial participat Paștunelor, dar a inclus mai târziu alte grupuri etnice. Acesta este un forum unic printre triburile Paștunelor din Afganistan și Pakistan, în care, în mod tradițional, bătrâni se întâlnesc. 